# Sistem de sănătate
Sistemul de sănătate denumit, de asemenea, și sistem de îngrijire al sănătății sau sistem sanitar, reprezintă organizația de oameni, instituții și resurse care oferă servicii de îngrijire medicală pentru a acoperi nevoile de sănătate ale populațiilor țintă. 
Există o mare varietate de sisteme de sănătate în întreaga lume, pe câte națiuni pe atâtea structuri organizaționale. În mod implicit, națiunile trebuie să creeze și să dezvolte sisteme de sănătate în conformitate cu nevoile și resursele lor, dar în realitate toate sistemele de sănătate au elemente comune, precum asistența medicală primară și măsurile de sănătate publică.  În unele țări, planificarea sistemului de sănătate este repartizată participanților la piață. În alte țări, există un acord comun între guverne, sindicate, organizații caritabile și religioase sau alte organizații coordonate pentru a oferi servicii de îngrijire medicală populațiilor pe care le deservesc. Cu toate acestea, planificarea sistemului de sănătate a fost descrisă ca fiind adesea evolutivă, mai degrabă decât revoluționară.  

## Obiective
Organizația Mondială a Sănătății (OMS) are rolul de a menține și de a coordona sistemul de sănătate în cadrul Organizației Națiunilor Unite, care are drept obiectiv menținerea în cea mai bună stare a sănătății populațiilor de pe glob: să se asigure că toți oamenii primesc serviciile de sănătate de care au nevoie, fără să întâmpine probleme din punct de vedere financiar atunci când le plătesc. Conform OMS, sistemele sanitare au drept obiective să le ofere cetățenilor șansa de a trăi un stil de viață sănătos, mijloace adecvate de finanțare a operațiunilor și receptivitate la așteptările populației. Progresul către acestea depinde de modul în care sistemele îndeplinesc cele patru funcții fundamentale: asigurarea serviciilor de sănătate, realizarea mecanismelor de susținere economică, producția resurselor de sănătate și administrarea eficientă a sistemului.  Alte modalități de evaluare ale sistemelor de sănătate sunt calitatea, eficiența, acceptabilitatea și echitatea.  De asemenea, în Statele Unite au fost denumite „Cele cinci”: costurile, acoperirea, consecvența, complexitatea și boala cronică.   Scopul principal este dezvoltarea asistenței medicale. 

## Definiții
Sistemul de sănătate a fost deseori descris dintr-o perspectivă mai simplistă, numindu-l pur și simplu sistem de îngrijire al sănătății. De exemplu, în mai multe publicații ambele expresii sunt utilizate cu același sens. Unii autori  au dezvoltat idei ce extind conceptul de sistem de sănătate, oferind alte posibilități care ar trebui luate în considerare: 
- Atunci când ne referim la sistemele de sănătate ne referim la componentele lor, dar și la  relațiile dintre acestea;
- Sistemele de sănătate nu ar trebui să includă numai partea instituțională sau cea de furnizare, dar și populația;
- Sistemele de sănătate trebuie privite în funcție de scopul lor, care nu cuprinde numai îmbunătățirea sănătății, ci și echitatea, receptivitatea la așteptările populației, respectarea demnității umane și finanțarea corectă, printre altele;
- De asemenea, sistemele de sănătate trebuie să cuprindă în definiție rolul acestora, servicii de furnizare directă, indiferent dacă sunt servicii medicale sau de sănătate publică, dar și „alte funcții, cum ar fi administrarea eficientă a sistemului, care să permită finanțarea și generarea resurselor, pregătirea forței de muncă în sistemul de sănătate, aceasta fiind probabil cea mai complexă dintre provocări." [7]

### Definiția Organizației Mondiale a Sănătății
Organizația Mondială a Sănătății definește sistemele de sănătate astfel: 
 Un sistem de sănătate cuprinde toate organizațiile, oamenii și acțiunile care au drept prim țel menținerea, restabilirea și promovarea sănătății. Acesta include încercările de a influența factorii determinanți ai sănătății, precum și activități de îmbunătățire a sănătății. Prin urmare, un sistem de sănătate este mai mult decât clădirile publice, care oferă servicii private de sănătate. Acesta se referă, de pildă, la o mamă care își îngrijește acasă copilul bolnav; furnizori de servicii medicale private; programe de schimbare a comportamentului; campanii de prevenire a bolilor transmise prin vectori; organizații de asigurări de sănătate; legislația cu privire la sistemul de sănătate și la securitatea în muncă. Sistemul de sănătate include acțiuni intersectoriale ale personalului medical, de exemplu, încurajarea ministerului educației pentru promovarea educației feminine, factor binecunoscut ce conduce spre un stil de viață mai sănătos.  

## Furnizori
Furnizorii de servicii medicale sunt instituții sau persoane care oferă servicii de asistență medicală. Persoane, profesioniști din domeniul sănătății sau cu profesii aliate, pot fi persoane fizice autorizate sau angajați în spital, într-o clinică sau într-o altă instituție de îngrijire a sănătății, finanțarea făcută ori de către Guvern sau de organizații “pentru profit” ori de organizatii non profit  (de ex. ONG). De asemenea, pot lucra în afara îngrijirii directe a pacienților, cum ar fi într-un departament de sănătate al guvernului sau într-o altă agenție, laborator medical sau instituție de pregătire medicală. Exemple de angajați din domeniul sănătății sunt medici, asistente, moașe, dietiști, paramedici, medici stomatologi, tehnologi de laborator medical, terapeuți, psihologi, farmaciști, chiropractici, optometriști, lucrător sanitar comunitar, practicant al medicinei empirice (vraci) și alții. 

## Resurse financiare

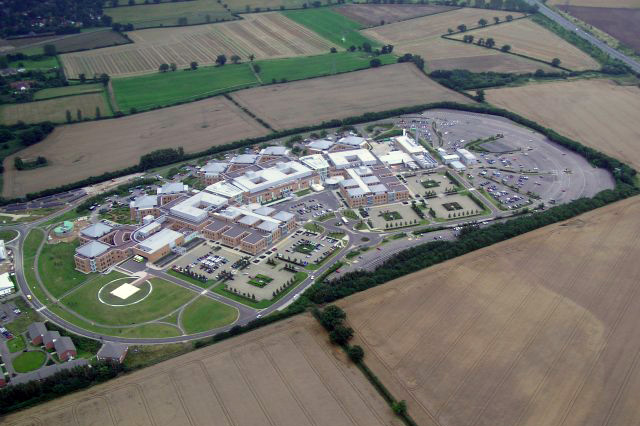
Spitalul Universitar Norfolk și Norwich, un spital național de servicii medicale din Regatul Unit.

În general, există cinci metode principale de finanțare a sistemelor de sănătate: 
1. Finanțarea de la bugetul de stat sau județ
2. Finanțarea prin asigurările sociale de sănătate
3. Finanțarea prin asigurările private de sănătate
4. Finanțarea prin plăți directe
5. Finanțarea comunitară

Majoritatea țărilor au sisteme care reprezintă o îmbinare a cele cinci modele. Un studiu  bazat pe date oferite de OCDE (Organizația pentru Cooperare și Dezvoltare Economică), a demonstrat faptul că toate tipurile de finanțare a sistemului de sănătate ”sunt compatibile cu” un sistem de sănătate eficient. De asemenea, studiul nu a găsit nicio corelație între finanțarea și administrarea costurilor. 
Termenul de asigurare de sănătate este utilizat în general pentru a descrie o formă de asigurare care acoperă cheltuielile medicale. Uneori este folosit termenul pentru a include asigurarea care acoperă handicapul sau nevoile de asistență medicală, sau de îngrijire privată pe termen lung. Poate fi oferită printr-un program de asigurări sociale sau de la companii de asigurări de sănătate private. Poate fi obținut pe bază de grup (de exemplu, de către o firmă care să-și asigure angajații) sau achiziționat de către consumatori individuali. În fiecare caz, primele sau impozitele îl protejează pe cel asigurat de cheltuieli mari sau neașteptate pentru îngrijirea sănătății. 
Prin estimarea totală a cheltuielilor de asistență medicală se poate stabili o structură financiară de rutină (cum ar fi o primă lunară sau o taxă anuală), care să asigure banii necesari pentru a acoperi beneficiile de îngrijire a sănătății stabilite în contractul de asigurare. Beneficiile sunt de obicei administrate de o agenție guvernamentală, de casele de asigurări de sănătate, de companii de asigurări "for profit". 
Multe tipuri de asigurări de sănătate comerciale își controlează costurile prin limitarea beneficiilor care sunt plătite prin deduceri fiscale, coplată/plăți directe, co-asigurare, excluderea poliței de asigurare medicală și limitele de acoperire totală a asigurării va restricționa în mod semnificativ sau va refuza condițiile deja stabilite a asigurării. De asemenea, multe scheme ale guvernelor au și scheme de coplăți, dar excluderile sunt rare din cauza presiunii politice. Dar și sistemele mai mari de asigurare pot să negocieze taxele cu furnizorii. 
Multe tipuri de scheme de asigurări sociale își controlează costurile prin utilizarea puterii de negociere a comunității pe care o reprezintă pentru a controla costurile din sistemul medical. De exemplu, prin negocierea directă a prețurilor medicamentelor cu companiile farmaceutice, prin negocierea taxelor standard a profesiei medicale sau prin reducerea costurilor inutile de îngrijire a sănătății. Schemele sociale includ uneori contribuții legate de câștiguri ca parte a unui sistem de furnizare a asistenței medicale la nivel global, care poate implica sau nu utilizarea. Practic, cei bogați plătesc proporțional mai mult în schemă pentru a acoperi nevoile celor săraci, care, spre deosebire de aceștia, contribuie mai puțin. De obicei, există praguri în ceea ce privește contribuțiile celor bogați și cheltuielile minime care trebuie suportate de către asigurat (adesea sub forma unei contribuții minime, similar cu o deductibilă fiscală în modelele de asigurări sociale). 
Pe lângă aceste metode tradiționale de finanțare a sistemului medical, unele țări cu venituri mai mici și partenerii care contribuie la dezvoltarea sistemului de sănătate implementează metode netradiționale sau inovatoare de finanțare pentru extinderea și dezvoltarea sistemului medical,  precum micro-contribuții, parteneriate publice private și impozite pe tranzacții financiare bazate pe piață. De exemplu, din iunie 2011, organizația nonprofit UNITAID a strâns peste un miliard de dolari din 29 de țări membre, inclusiv câteva de pe continentul african, prin introducerea unei taxe a biletelor de avion pentru a facilita accesul la îngrijire și tratament pentru HIV/SIDA, tuberculoză și malarie în 94 de țări. 

### Modele de plată
În majoritatea țărilor, costurile salariale sunt estimate între 65% și 80% din cheltuielile sistemului de sănătate.   Există trei modalități de plată a medicilor: plata per serviciu, capitație (plata "per capita") și salariu. A existat un interes tot mai mare pentru îmbinarea elementelor acestor modalități de plată. 

#### Plata per serviciu
Plata per serviciu este o modalitate de plată pentru medicii cu practica individuală/de familie (GPs), aceștia fiind plătiți proporțional cu serviciile prestate.  Această modalitate este utilizată pe o scară și mai largă de către specialiștii care lucrează în ambulatoriu.  
Există două modalități de a stabili nivelul taxelor: 
- De către practicieni individuali.
- Negocieri centrale (ca în Japonia, Germania, Canada și în Franța) sau sistemul hibrid (cum ar fi în Australia, sectorul 2 al Franței și Noua Zeelandă) în care medicii de familie pot percepe taxe suplimentare pe baza ratelor standard de rambursare a pacienților.

#### Capitația
În sistemele de plată a capitațiilor, medicii de familie sunt plătiți pentru fiecare pacient înscris pe „lista” lor, de obicei suma poate varia în funcție de anumite considerente, precum vârsta și sexul.  Potrivit OCDE (Organizația pentru Cooperare și Dezvoltare Economică), „aceste sisteme apar în Italia (cu unele taxe), în toate cele patru țări ale Regatului Unit (cu unele taxe și indemnizații pentru servicii specifice), Austria (cu taxe pentru servicii specifice), Danemarca (o treime din venitul cu tariful restant pentru serviciu), Irlanda (din 1989), Olanda (taxă pentru serviciu pentru pacienții cu asigurare privată și angajații din sectorul public) și Suedia (din 1994). Plățile de capitație au devenit mai cunoscute în mediile de „gestionare a sistemului de sănătate” din Statele Unite.”  
Conform OCDE, „Sistemele de capitație permit finanțatorilor să controleze nivelul general al cheltuielilor de asistență medicală primară, iar alocarea finanțării medicilor de familie este determinată de înregistrările pacienților. Cu toate acestea, în conformitate cu această abordare, medicii de familie pot înregistra prea mulți pacienți și să nu reușească să-i trateze, să înscrie pe listele lor persoane sănătoase, îngreunând accesul celor bolnavi. Pacienții au libertatea de a-și alege medicul, pe principiul „alegerii libere de către asigurați ai medicului", principiu ce poate modera unele dintre aceste riscuri. În afară de selecție, este posibil ca aceste probleme să fie mai puțin afectate decât în cadrul acordurilor de tip salarial." 

#### Atribuirea salarială
În mai multe țări OCDE, medicii de familie (GPs) sunt angajați la stat.  Potrivit OCDE, „ Atribuirea salarială permite finanțatorilor să controleze direct costurile de îngrijire medicală primară; cu toate acestea, ele pot duce la o scădere a serviciilor (pentru a ușura volumul de muncă); la trimiteri frecvente către furnizori secundari sau la lipsa de atenție la preferințele pacienților."  A existat o mișcare de detașare de acest sistem.  

#### Taxa pe valoare adăugată
În ultimii ani, furnizorii au trecut de la modalități de plată precum cea a plății de serviciu la un sistem de plată bazat pe consum (TVA), unde sunt compensați pentru furnizarea de servicii pacienților. În acest sistem, furnizorii beneficiază de stimulente pentru a reduce deficiențele în sistemul de sănătate și pentru a oferi o servicii de îngrijire mai bune pentru pacienți. 

## Resurse informaționale
Informațiile fiabile joacă un rol din ce în ce mai important în furnizarea serviciilor de asistență medicală modernă și în eficiența sistemelor de sănătate. Tehnologia în domeniul sănătății – intersectarea informației științei, medicinei și asistenței medicale – se ocupă de resurse, dispozitive și metodele necesare pentru a optimiza achiziționarea și utilizarea informațiilor în domeniul sănătății și biomedicinei. Instrumentele necesare pentru codificarea și gestionarea corectă a informațiilor despre sănătate includ ghiduri clinice, termeni medicali formali și computere și alte tehnologii de informare și comunicare. Tipurile de date despre sănătate înregistrate pot include istoricul medical al pacienților, organizarea spitalului și investigațiile clinice și informații despre resursele umane. 
Utilizarea informațiilor privind sănătatea au la bază politica pe dovezi și management în îngrijirea sănătății. Din ce în ce mai mult, tehnologiile informaționale și de comunicare sunt utilizate pentru a îmbunătăți sistemele de sănătate din țările în curs de dezvoltare prin: standardizarea informațiilor despre sănătate; diagnosticarea și tratarea monitorizată cu ajutorul computerului; informarea populațiilor cu privire la sănătate și tratament. 

## Administrare
Gestionarea sistemului de sănătate este, de obicei, coordonată printr-un set de politici și planuri adoptate de guvern, de întreprinderile din sectorul privat și alte grupuri în domenii ce se ocupă de furnizarea și finanțarea sistemului de sănătăte, produse farmaceutice, resurse umane pentru sănătate și sănătatea publică. 
Sănătatea publică este preocupată de pericolele ce vizează sănătătea generală a unei comunități pe baza unui studiu asupra sănătății populației. Numărul populației în cauză poate fi mic sau mare, toți locuitorii de pe mai multe continente (de exemplu, în cazul unei pandemii). Sănătatea publică este de obicei împărțită în epidemiologie, biostatistică și servicii de sănătate. De asemene, sănătatea mediului, comunitară, comportamentală și profesională sunt sub-domenii importante. 

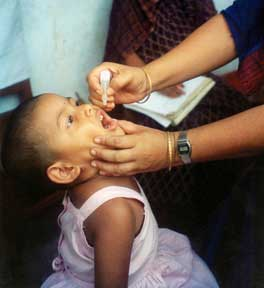
Un copil imunizat împotriva poliomielitei.

Astăzi, majoritatea guvernelor recunosc importanța programelor de sănătate publică în scăderea aparițiilor bolilor, a dizabilităților, a efectelor îmbătrânirii și a inegalităților de sănătate, deși sănătatea publică în general primește o finanțare guvernamentală mult mai mică comparativ cu cea de medicamente. De exemplu, majoritatea țărilor au o politică de vaccinare, care sprijină programele sanitare publice în furnizarea vaccinurilor pentru promovarea sănătății. Vaccinările sunt opționale în unele țări și obligatorii în altele. Unele guverne plătesc total sau parțial costurile pentru vaccinuri printr-un program național de vaccinare. 
Apariția rapidă a multor boli cronice, care necesită îngrijiri și tratamente costisitoare pe termen lung, face ca mulți manageri sanitari și factori de decizie să reexamineze practicile de asistență medicală. O problemă importantă de sănătate cu care se confruntă lumea este în prezent HIV / SIDA.  O altă problemă majoră de sănătate publică este diabetul.  În 2006, potrivit Organizației Mondiale a Sănătății, cel puțin 171 de milioane de oameni din întreaga lume sufereau de diabet. Incidența sa crește rapid și se estimează că până în anul 2030, acest număr se va dubla. Un aspect controversat al sănătății publice este controlul asupra fumatului de tutun, legat de cancer și de alte boli cronice. 
Rezistența la antibiotice este o altă problemă majoră, care duce la reapariția unor boli precum tuberculoza. Pentru campania sa de Ziua Mondială a Sănătății din 2011, Organizația Mondială a Sănătății solicită intensificarea angajamentului la nivel mondial pentru protejarea antibioticelor și a altor medicamente antimicrobiene pentru generațiile viitoare. 

## Performanța sistemelor de sănătate

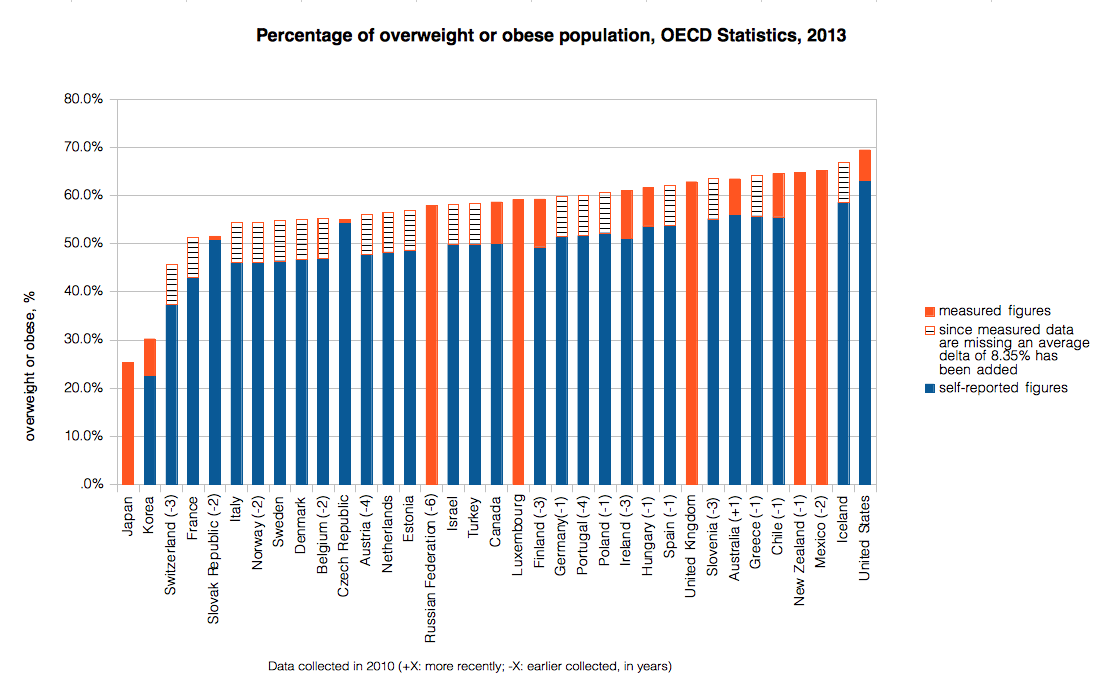
Procentul populației supraponderale sau obeze în 2010, Sursa de date: iLibrary OCDE, http://stats.oecd.org, preluat 2013-12-12

Începând cu anul 2000, au fost luate din ce în ce mai multe inițiative la nivel internațional și național pentru a consolida sistemele naționale sanitare ca fiind componente fundamentale ale sistemului sanitar global. Având în vedere acest domeniu, este esențial să avem o viziune clară și fără restricții asupra sistemelor naționale sanitare care ar putea genera progrese suplimentare în sănătatea globală. Elaborarea și selectarea indicatorilor de performanță depind într-adevăr de o mare dependență de cadrul conceptual adoptat pentru evaluarea performanțelor sistemelor de sănătate.  La fel ca majoritatea sistemelor sociale, sistemele sanitare sunt sisteme complexe, adaptive în care schimbarea nu respectă în mod necesar modelele rigide de management.  În dependența căilor de sisteme complexe, se văd proprietăți urgente și alte modele neliniare,  care pot duce la elaborarea de instrucțiuni necorespunzătoare pentru dezvoltarea sistemelor de sănătate. 

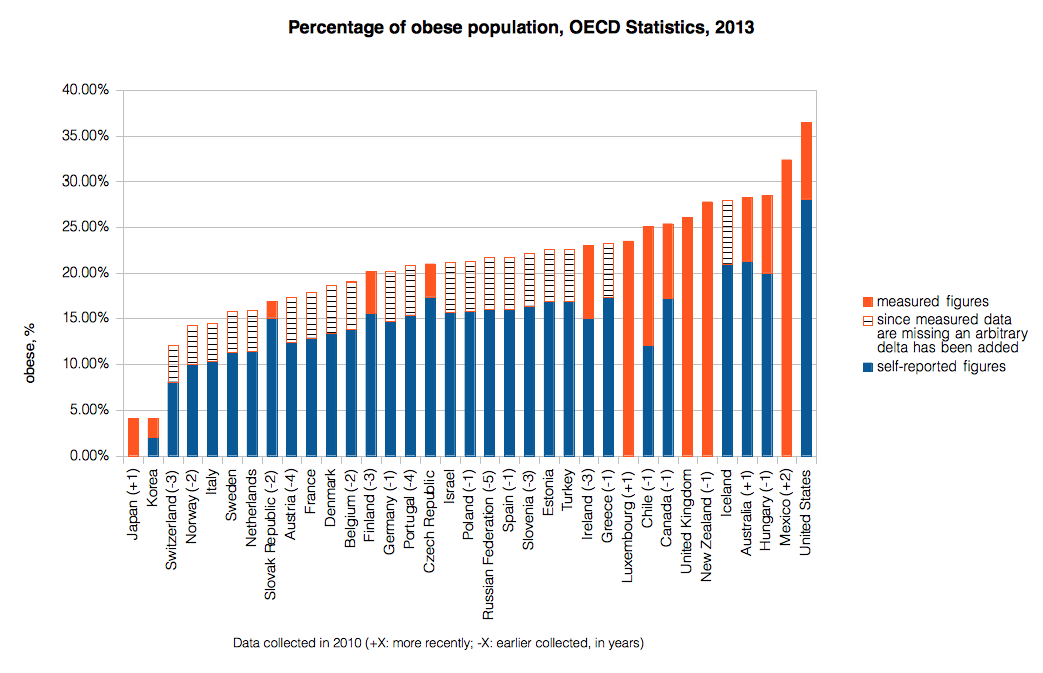
Procentul populației obeze în 2010, Sursa de date: iLibrary OCDE, http://stats.oecd.org, preluat 2013-12-13

Un număr tot mai mare de instrumente și instrucțiuni sunt publicate de agențiile internaționale și partenerii de dezvoltare al acestora pentru a ajuta factorii de decizie ai sistemului sanitar cu scopul de a monitoriza și evalua consolidarea sistemelor sanitare  inclusiv dezvoltarea resurselor umane  utilizând definiții, indicatori și măsuri standard. Ca răspuns la o serie de lucrări publicate în 2012 de către membrii grupului de lucru al Organizației Mondiale a Sănătății privind dezvoltarea orientării sistemelor de sănătate, cercetătorii din asociația sistemelor sanitare viitoare susțin că nu se concentrează suficient asupra „decalajului de implementare a politicilor”. Recunoașterea diversității părților interesate și a complexității sistemelor sanitare este esențială pentru a se asigura că instrucțiunile bazate pe dovezi sunt testate cu umilința necesară și fără respectarea rigidă a modelelor dominate de un număr limitat de discipline.   Serviciile de sănătate implementează adesea inițiative de îmbunătățire a calității pentru a depăși acest decalaj de implementare a politicilor. Deși mulți oferă asistență medicală îmbunătățită, o mare parte nu reușesc să o susțină. Numeroase instrumente și cadre au fost create pentru a face față acestei provocări și pentru a continua procesul de îmbunătățire. Un instrument a evidențiat necesitatea celorlalte procedee  de a răspunde la preferințelor  utilizatorilor pentru a optimiza impactul. 
Politici și Sisteme de Sănătate și Cercetare (HPSR) este un domeniu multidisciplinar în curs de dezvoltare care constă în „captarea disciplinară” de către tradițiile de cercetare în domeniul sănătății dominante, argumentând că aceste tradiții generează definiții premature și restrânse în mod inadecvat, care mai degrabă împiedică decât să consolideze sistemele sanitare.  HPSR se concentrează asupra țărilor cu venituri mici și medii și se bazează pe paradigma științelor sociale relativiste care recunoaște că toate fenomenele sunt construite prin comportamentul și interpretarea umană. Folosind această abordare, HPSR oferă o perspectivă asupra sistemelor de sănătate, generând o înțelegere complexă a contextului pentru a îmbunătăți învățarea politicilor de sănătate.  HPSR solicită o mai mare implicare a actorilor locali, inclusiv a factorilor de decizie, a societății civile și a cercetătorilor, în deciziile care se iau în jurul finanțării cercetării în domeniul politicilor de sănătate și consolidării sistemelor sanitare. 

## Comparații internaționale

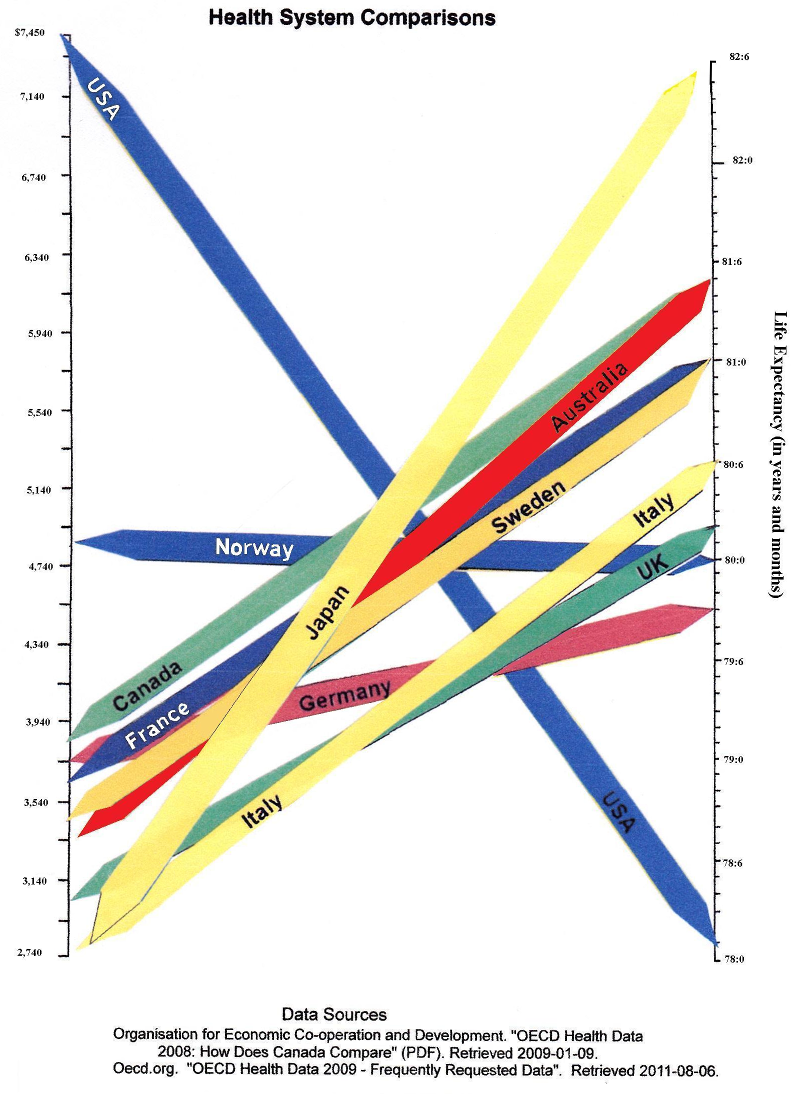
Diagrama care compară cheltuielile pentru sănătate în 2008 (stânga) și speranța de viață (dreapta) în țările OCDE.

Sistemele de sănătate pot varia în mod substanțial de la o țară la alta, iar în ultimii ani s-au făcut comparații la nivel internațional. În Raportul Mondial al Sănătății 2000, Organizația Mondială a Sănătății a oferit un clasament al sistemelor de sănătate din întreaga lume în conformitate cu criteriile nivelului general și distribuției sănătății în populații, precum și receptivitatea și finanțarea echitabilă a serviciilor de asistență medicală.  Conform Raportului Mondial de Sănătate al OMS 2000- Sistemul de sănătate, obiectivele pentru sistemele de sănătate sunt: îmbunătățirea performanței (OMS, 2000),  sănătății, receptivitatea la așteptările populației și contribuția financiară echitabilă. Au existat mai multe dezbateri în jurul rezultatelor acestui exercițiu al OMS,  în special în funcție de clasamentul pe țări legat de acesta,  în măsura în care pare să depindă în mare parte de alegerea indicatorilor păstrați. 
Comparațiile directe ale statisticilor în materie de sănătate la nivel național sunt complexe. Fondul Commonwealth, în sondajul său anual, „Mirror, Mirror on the Wall”, compară performanțele sistemelor sanitare din Australia, Noua Zeelandă, Regatul Unit, Germania, Canada și Statele Unite. Studiul său din 2007 a constatat că, deși sistemul Statelor Unite este cel mai scump, eșuează constant în comparație cu celelalte țări.  O diferență majoră între Statele Unite și celelalte țări din studiu este că SUA este singura țară fără îngrijire medicală universală. OCDE colectează, de asemenea, statistici comparative și a publicat scurte profiluri de țări.    Health Consumer Powerhouse specializat în compararea  sistemelor de asistență medicală din toată Europa prin producerea unui indice de a consumatorilor de sănătate Euro și domenii specifice de îngrijire a sănătății, cum ar fi diabetul zaharat  sau hepatita. 
| Țară         | Speranța de viață | Rata mortalității infantile | Decese prevenibile la 100.000 de persoane în 2007 | Medici la 1000 de persoane | Asistente medicale la 1000 de persoane | Cheltuieli per capita pentru sănătate (PPP USD) | Asistența medicală costă ca procent din PIB | % din veniturile guvernamentale cheltuite pentru sănătate | % din costurile de sănătate plătite de guvern |
| ------------ | ----------------- | --------------------------- | ------------------------------------------------- | -------------------------- | -------------------------------------- | ----------------------------------------------- | ------------------------------------------- | --------------------------------------------------------- | --------------------------------------------- |
| Australia    | 83,0              | 4,49                        | 57                                                | 2.8                        | 10.1                                   | 3353                                            | 8.5                                         | 17.7                                                      | 67,5                                          |
| Canada       | 82.0              | 4,78                        | 77                                                | 2.2                        | 9                                      | 3844                                            | 10.0                                        | 16.7                                                      | 70.2                                          |
| Franța       | 82.0              | 3,34                        | 55                                                | 3.3                        | 7.7                                    | 3679                                            | 11.6                                        | 14.2                                                      | 78.3                                          |
| Germania     | 81.0              | 3,48                        | 76                                                | 3.5                        | 10.5                                   | 3724                                            | 10.4                                        | 17.6                                                      | 76.4                                          |
| Italia       | 83,0              | 3.33                        | 60                                                | 4.2                        | 6.1                                    | 2771                                            | 8.7                                         | 14.1                                                      | 76.6                                          |
| Japonia      | 84,0              | 2.17                        | 61                                                | 2.1                        | 9.4                                    | 2750                                            | 8.2                                         | 16.8                                                      | 80.4                                          |
| Norvegia     | 83,0              | 3,47                        | 64                                                | 3.8                        | 16.2                                   | 4885                                            | 8.9                                         | 17.9                                                      | 84,1                                          |
| Spania       | 83,0              | 3,30                        | 74                                                | 3.8                        | 5.3                                    | 3248                                            | 8.9                                         | 15.1                                                      | 73.6                                          |
| Suedia       | 82.0              | 2,73                        | 61                                                | 3.6                        | 10.8                                   | 3432                                            | 8.9                                         | 13.6                                                      | 81.4                                          |
| Regatul Unit | 81.6              | 4.5                         | 83                                                | 2.5                        | 9.5                                    | 3051                                            | 8.4                                         | 15.8                                                      | 81,3                                          |
| NE           | 78.74             | 5.9                         | 96                                                | 2.4                        | 10.6                                   | 7437                                            | 16.0                                        | 18.5                                                      | 45.1                                          |

Medici și paturi de spital per 1000 de locuitori față de cheltuielile de asistență medicală în 2008 pentru țările OCDE. Sursa de date este http://www.oecd.org .  

## External links
- World Health Organization: Health Systems
- HRC/Eldis Health Systems Resource Guide Arhivat în 2 august 2005, la Wayback Machine. research and other resources on health systems in developing countries
- OECD: Health policies, a list of latest publications by OECD